# الريدة الشرقية (حضرموت)
الريده الشرقية هي إحدى مدن الجمهورية اليمنية. وهي تتبع جغرافيًا لمحافظة حضرموت. وإداريًا لمديرية الريدة وقصيعر. يبلغ تعداد سكانها 7346 نسمة حسب الإحصاء الذي جرى عام 2004.